# Кралство Черна гора
Кралство Черна гора (на сръбски: Краљевина Црна Гора или Kraljevina Crna Gora) е монархия в Югоизточна Европа (сега Черна гора), по време на Първата световна война. По документи е контитуционна монархия, но на практика е пълна монархия. На 28 ноември 1918 г., след края на Първата световна война, правителството, което е в изгнание, Подгорската асамблея предлага обединение с кралство Сърбия, което три дни по-късно се обединява с кралството на сърби, хървати и словенци, на 1 декември 1918 г.